# Правдивая история кота в сапогах
«Правдивая история Кота в сапогах» (фр. La véritable histoire du Chat Botté) — французский мультипликационный фильм, выпущенный в феврале 2009. Мультфильм основан на сказке «Кот в сапогах» Шарля Перро.

## Сюжет
Трое сыновей мельника получают наследство от сына — старшим достаётся мельница, а младшему — необычный кот. «Сшей коту сапоги — такова моя последняя воля» — завещает отец. Между тем, младший сын влюблён в принцессу, которая живёт в королевском замке, и забирая с большой неохотой кота, он и представить себе не мог, что чудо-кот, умеющий разговаривать и втираться в доверие ко всем, кто может быть полезен его хозяину, поможет ему, простому мельнику, обойти конкурентов и жениться на принцессе, а также стать уважаемым человеком королевства.